# Ananteris michaelae
Espèce
Ananteris michaelae est une espèce de scorpions de la famille des Ananteridae.

## Distribution
Cette espèce est endémique du Guyana. Elle se rencontre vers le mont Roraima.

## Description
Le mâle holotype mesure 20,8 mm.

## Systématique et taxinomie
Cette espèce a été décrite par Lourenço en 2013.

## Étymologie
Cette espèce est nommée en l'honneur de Michael W. Webber.

## Publication originale
- Lourenço, 2013 : « The genus Ananteris Thorell, 1891 (Scorpiones, Buthidae) in the Guayana region and a description of a new species from Guyana. » Entomologische Mitteilungen aus dem Zoologischen Museum Hamburg, vol. 16, no 190, p. 101-109 (texte intégral).